# Thường Châu
Thường Châu (tiếng Trung: 常州市; bính âm: Chángzhōu Shì, âm Hán-Việt: Thường Châu thị) là một địa cấp thị nằm ở phía nam tỉnh Giang Tô, Trung Quốc. Thường Châu nằm ở bờ Nam sông Dương Tử, giáp Nam Kinh về phía Tây, Vô Tích về phía Đông, tỉnh An Huy về phía Nam. Thường Châu có diện tích 4.384,58 km² (khu vực nội thành là 1.872,1 km²), dân số năm 2015 là 4.701.400 người (trong đó dân đô thị 3.940.500 người). Năm 2020 dân số là 5.278.121 người, mật độ dân số đạt 1.200 người/km² với 3.601.079 người sống trong vùng nội thành.

## Hành chính

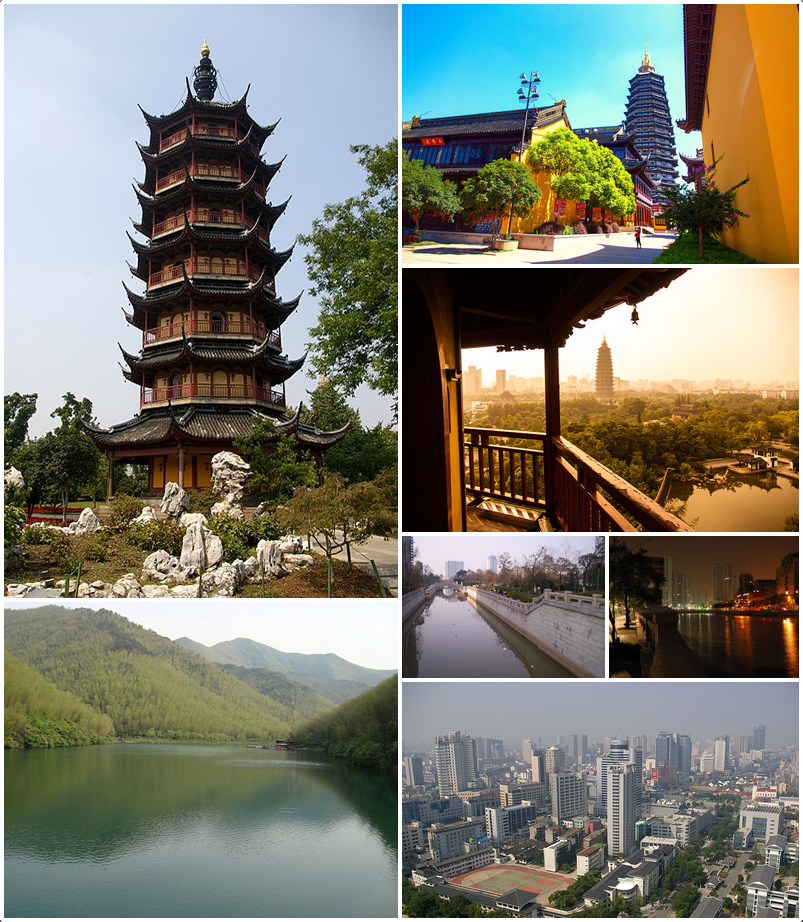
Thường Châu

Thường Châu có 6 đơn vị cấp huyện, trong đó có 5 quận nội thành và 1 thành phố cấp huyện.
- Chung Lâu khu (钟楼区)
- Thiên Ninh khu (天宁区)
- Tân Bắc khu (新北区)
- Vũ Tiến khu (武进区)
- Kim Đàn khu (金坛区)
- Lật Dương thị (溧阳市)

## Kinh tế
Thường Châu là một địa cấp thị lớn, phát triển kinh tế.

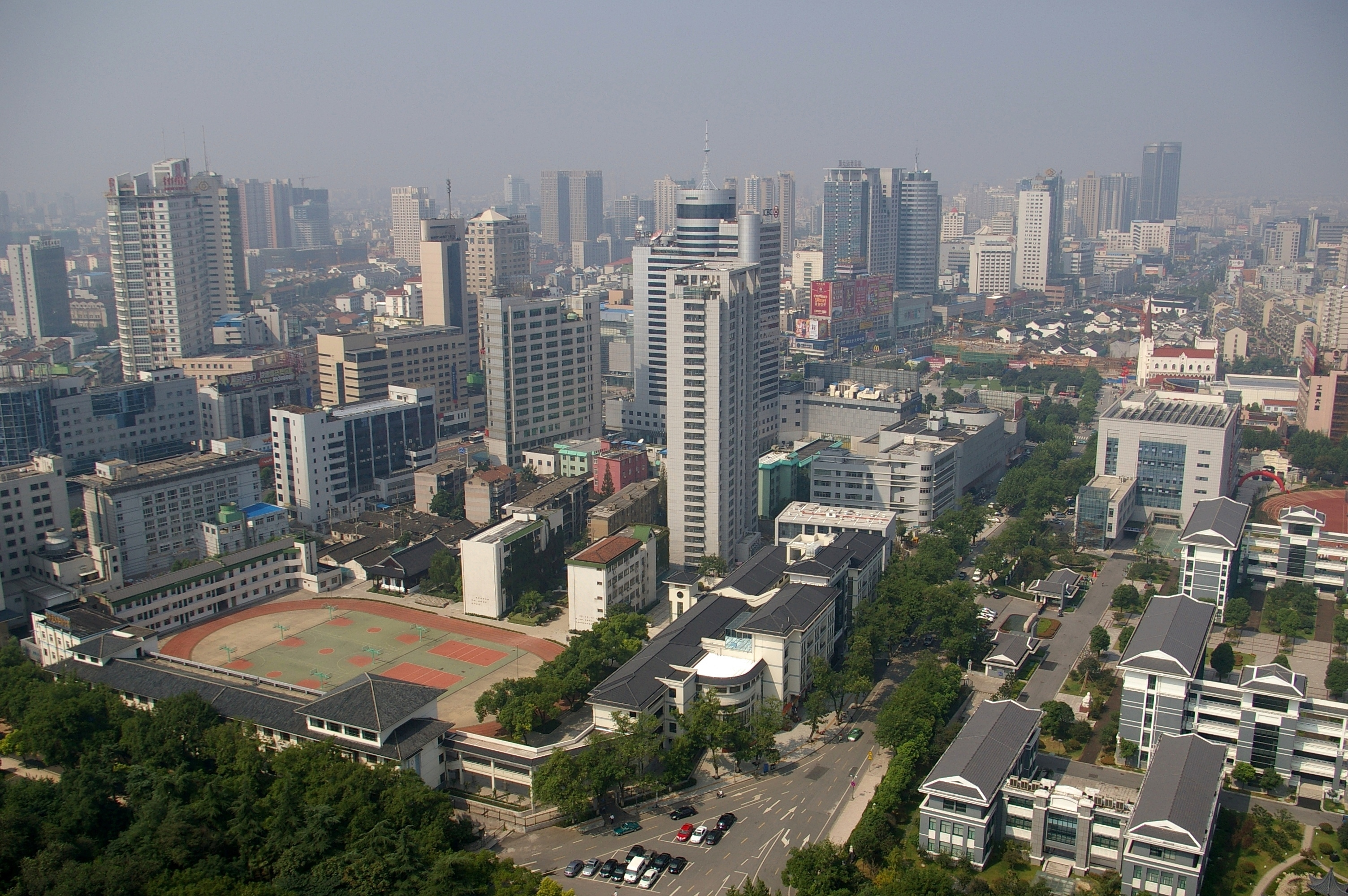
Thường Châu (2009)